# 温宁
温宁，中华人民共和国政治人物、外交官。
1979年，接替刘新权，担任中华人民共和国驻阿尔巴尼亚大使。1983年，由郗照明接任。